# Mark Buckingham
Mark Buckingham (23 de mayo de 1966), historietista británico. Se crio en Inglaterra y, aparte de una breve experiencia en animación, ha realizado principalmente historieta.
Esta breve experiencia con la animación fue con el Aardam Animation Studios, el estudio que realizó Wallace and Grommit. Buckingham trabajó intermitentemente con Aardam durante 1986 y 1987, mientras estudiaba una licenciatura en diseño en la Universidad de Staffordshire. Recibió el título de licenciado en Artes con honores [cita requerida] en un curso de diseño multidisciplinar que incluía fotografía, diseño audiovisual, trabajo en 3D, textiles y gráfica e ilustración, siendo su especialidad la ilustración.
Entre 1988 y 1993, Buckingham entintó varios títulos del sello editorial Vertigo de DC Comics, como Hellblazer, The Sandman, Shade, the Changing Man y Muerte: El alto coste de la vida, donde trabajó por primera vez junto con Chris Bachalo.
El primer trabajo de Buckingham para Marvel Comics fue el entintado de la serie limitada Mortigan Goth: Immortalis para el sello Frontier de Marvel UK. A ésta le siguió el entintado de los lápices de Chris Bachalo para Ghost Rider Annual 1993. Esta pequeña colaboración fue tan satisfactoria que ambos volvieron a colaborar en los tres primeros números de Ghost Rider 2099. Buckingham también entintó los lápices de Peter Gross en el n.º 4 y dibujó y entintó él mismo el n.º 5. Después de esto, desarrolló su carrera en torno a las series del Doctor Strange y trabajó en algunas historias para la serie Star Trek Unlimited. También dibujó varios números de Peter Parker: Spider-Man, con guiones de Paul Jenkins.
Su más reciente trabajo y que más fama le ha proporcionado ha sido la serie Fábulas, con guiones de Bill Willingham, sobre las aventuras de los personajes de los cuentos de hadas en el mundanal universo humano.